# Greenshot
Greenshot wird verwendet, um Kopien des kompletten Bildschirminhalts oder eines Teiles davon anzufertigen. Der aufgenommene Screenshot kann im eingebauten Bildeditor mit Anmerkungen und Hervorhebungen versehen werden, bevor die Grafik gespeichert, per E-Mail versandt, gedruckt oder in die Zwischenablage kopiert wird.
Das Programm  ist ein freies Open-Source-Screenshot-Programm für Microsoft Windows. Es wird von Thomas Braun, Jens Klingen und Robin Krom entwickelt und wurde unter der GNU General Public License veröffentlicht. Die Software wird auf SourceForge weiterentwickelt und veröffentlicht.
2013 war Greenshot in 26 Sprachen verfügbar, wobei die meisten Übersetzungen von Nutzern des Programms beigesteuert wurden.

## Merkmale

### Screenshots
Es stehen verschiedene Modi zur Erstellung eines Screenshots zur Verfügung:
- „Bereich abfotografieren“: Ein Teil des Bildschirms kann ausgewählt werden, indem ein grünes Rechteck auf dem Bildschirm aufgezogen wird, das die Fläche des gewünschten Bereichs angibt.
- „Zuletzt gewählten Bereich abfotografieren“ erzeugt einen weiteren Screenshot vom zuletzt abfotografierten Bereich.
- „Fenster abfotografieren“ wird verwendet, um das aktive oder ein ausgewähltes Fenster abzufotografieren (je nach Benutzereinstellungen).
- „Kompletten Bildschirm abfotografieren“ fertigt einen Screenshot des kompletten Bildschirmbereichs an.

### Bildeditor
Falls gewünscht, kann der eingebaute Bildeditor verwendet werden, um den Screenshot mit Anmerkungen und Hervorhebungen zu versehen oder Details unkenntlich zu machen. Greenshots Bildeditor ist ein einfacher Vektorgrafik-Editor, stellt aber auch einige pixelbasierte Filter zur Verfügung.
Neben Werkzeugen zum Zeichnen einfacher Formen (Rechtecke, Ellipsen, Linien und Pfeile) steht auch ein Textwerkzeug zur Verfügung. Spezielle Filterwerkzeuge können verwendet werden um Text oder Bereiche hervorzuheben; mit Hilfe von Werkzeugen zur Unkenntlichmachung (Verpixeln/Weichzeichner) können private Daten unlesbar gemacht werden. Jedes Werkzeug hat verschiedene Einstellungen, z. B. Linienfarbe und -stärke oder die Option „Schatten“.

### Weiterverwendung des Screenshots

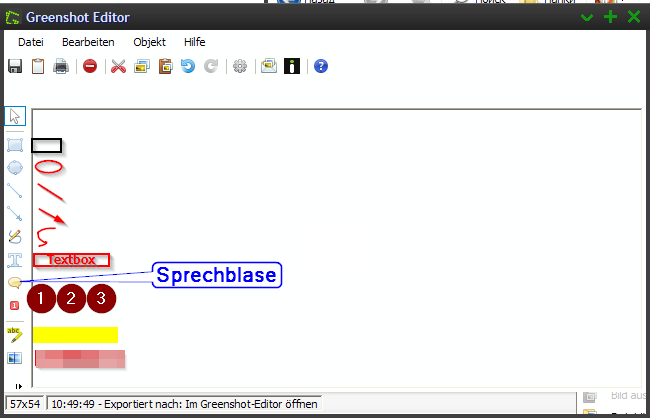
Der Greenshot-Editor

Die Benutzung des Bildeditors ist optional, alle Exportmöglichkeiten sind über die Symbolleiste erreichbar. Durch Ändern der Programmeinstellungen kann dieser Schritt übersprungen werden, sodass die Bildschirmkopie ohne Bearbeitung direkt weiterverwendet werden kann. Der Screenshot kann entweder als Bitmap in die Zwischenablage kopiert, an einen Drucker gesendet oder in eine Datei gespeichert werden (mit benutzerdefiniertem Dateinamen). Er kann auch direkt als Anhang an eine neue E-Mail-Nachricht angehängt werden.

## Version für macOS
Seit dem 10. Januar 2017 ist ebenfalls eine Version für macOS im App Store verfügbar. Diese ist im Gegensatz zur Windows-Version weder Open-Source, noch ist sie kostenlos erhältlich. Die Entwickler rechtfertigen dies mit den hohen Kosten für die Entwicklung der Mac-Version. Im Mai 2021 bietet die Mac-Version von Greenshot im Vergleich zur Windows-Version nur einen eingeschränkten Funktionsumfang. So sind viele Werkzeugoptionen wie Textgröße oder Hintergrundfarben beim Markieren nicht vorhanden. Auch die vielfältigen Konfigurationsmöglichkeiten des Originals, wie z. B. die Ausgabesteuerung existieren nicht.

## Verbreitung
Bis Mitte 2018 wurde das Programm rund 7 Millionen Mal von SourceForge heruntergeladen. Darüber hinaus wird Greenshot auch auf vielen Softwareportalen deutscher Zeitschriften und Verlagshäuser wie Heise online, Chip Online, Computerwoche und PC Praxis, sowie internationaler Downloadportale wie CNET.com zum Download bereitgehalten.

## Rezensionen
Die CNET.com-Redaktion hat 2009 Greenshot mit 4,5 von 5 Sternen bewertet, kritisierte dabei aber die wenig detaillierte Programmhilfe und die fehlende Möglichkeit zum nachträglichen Beschnitt der Bildschirmkopie in Version 0.7, empfahl das Programm aber dennoch „allen Nutzern, die auf schnelle und einfache Art und Weise Screenshots aufnehmen und bearbeiten wollen“. Die aktuelle Version kann inzwischen beschneiden. Wolfgang Miedl kam für Computerwoche zu dem Schluss, dass die Anfertigung von „Screenshots in Serie mit vielfältigen Komfortfunktionen“ mit Greenshot kein Problem sei, während Chip Online Greenshot mit 4 von 5 möglichen Punkten bewertete und zu dem Fazit kam: „Wer viele Screenshots aufnimmt, wird viel Freude am Open-Source-Tool Greenshot haben.“ Aber auch gelegentliche Nutzer würden den „geringeren Arbeitsaufwand schnell zu schätzen wissen“.